# セバールド・ユスティヌス・ブルグマンス

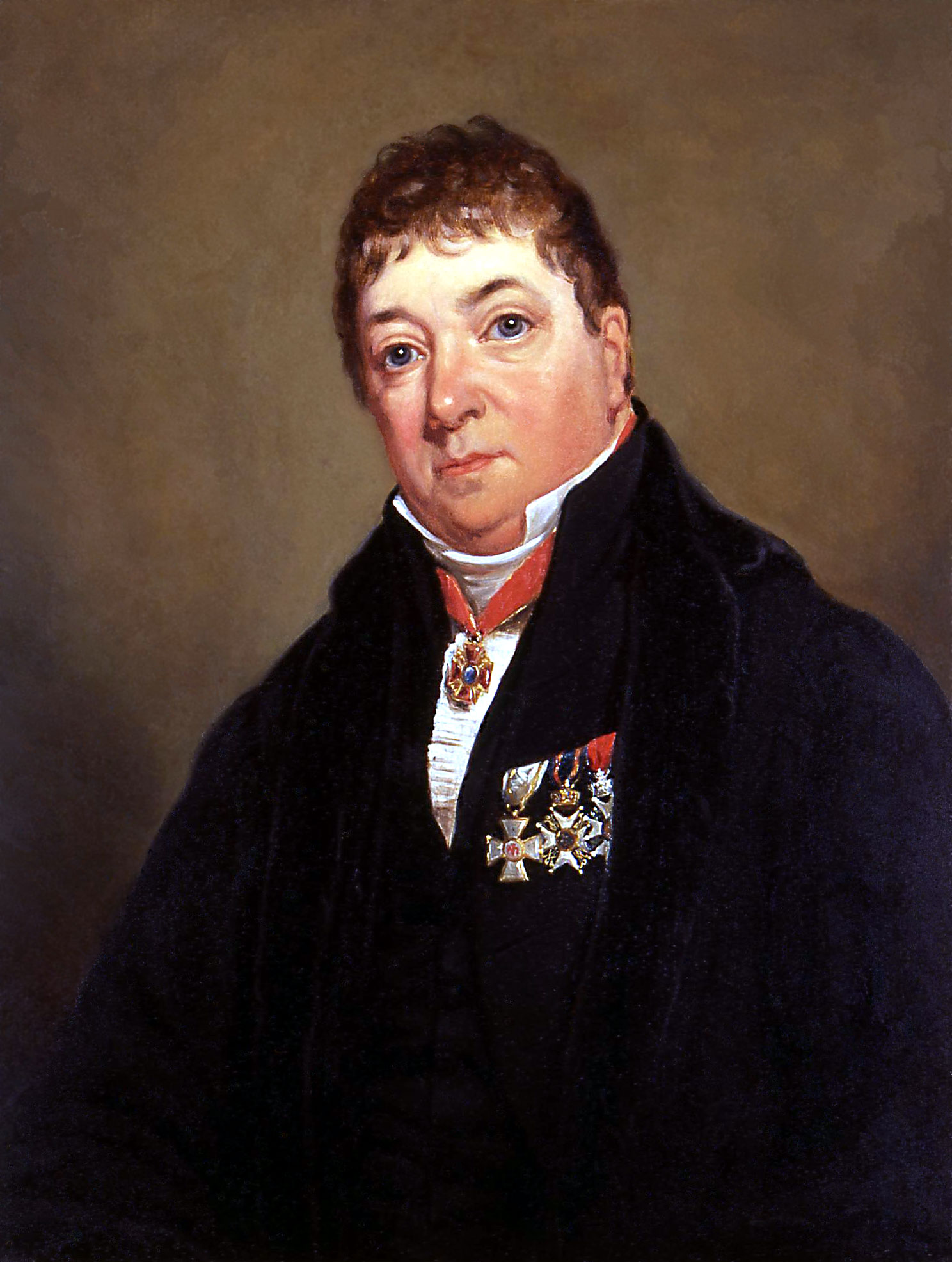
Sebald Justinus Brugmans

セバールド・ユスティヌス・ブルグマンス（Sebald Justinus Brugmans、1763年3月24日 - 1819年7月22日）は、オランダの植物学者、医師である。

## 略歴
フリースラント州フラネケルに生まれた。父親は博物学者のアントン・ブルグマンス（Anton Brugmans:1732-1789）である。
フラネケル大学、フローニンゲン大学で哲学、数学、医学を学び、1781年に博士号を得た。1785年にフラネケル大学で物理学、天文学、論理学、形而上学を教えた後、1786年にダビッド・ファン・ロイエン（David van Royen）の後を継いで、ライデン大学植物学の教授となった。ライデン植物園の園長も務めた。1791年に医学部に移り、薬学の分野も研究した。
1794年のフランス革命戦争においてオランダがイギリスとハノーファー軍の退避地になるとライデン大学の学生を率いて町の近くに臨時病院を開いた。臨時病院の設置と運営は1799年、1809年にも行った。
1795年にバタヴィア共和国ができると軍隊の医療業務を務め、その技術は後にホラント王国国王となるルイ・ボナパルトの注目するところとなった。ボナパルトは陸軍の医療監督官に任命し、フランスの撤退後にオランダ国王となったウィレム1世も軍の医療監督官や、刑務所、検疫所の衛生管理の監督などに重用した。軍医監督官として傷病院や兵舎の改善に取り組み、衛生の管理により伝染病の蔓延を防いだ。1819年にライデンで死去。
ナス科の属名、Brugmansia（キダチチョウセンアサガオ属）に献名されている。
1778年にはビスマスとアンチモンが磁力に反発する性質を発見し、後に反磁性と命名された。

## 著作
- Lithologia Groningana, iuxta ordinem Wallerii digesta. Groningae: Doekema & Muller, 1781 (Groningen, Univ., Phil. Diss., 1781).
- Dissertatio de puogenia, sive mediis quibus natura utitur in creando pure. Groningen 1785.
- De Homine ad statum gressumque erectum per corporis fabricam disposito / Sebaldo Justino Brugmans. [Resp.:] Gerardus Vrolik. Lugduni Batavorum: Abraham et Honkoop, 1795 (Leiden, Univ., Med. Diss., 14 Febr. 1795).
- Pharmacopoea Datava. Amsterdam, [s.n.], 1805.
- Elenchus Plantarum quae in Horto Lugduno-Batavo coluntur. [Leyden, 1818].